# Raúl Sánchez Soler
Raúl Sánchez Soler (Almería, España, 1 de diciembre de 1976) es un exfutbolista español que jugó en Segunda División de España. Jugaba de delantero centro, y su último equipo fue el Poli Ejido, club por el que había fichado esa misma temporada.
Su carrera estuvo principalmente vinculada a la U.D. Almería, donde logró anotar un total de 57 goles en 4 temporadas, convirtiéndose de esa forma en el máximo goleador de la historia de este club.

## Trayectoria
Raúl Sánchez nació en Almería, España. Jugó en las categorías inferiores del C.D. Oriente durante una temporada, de donde dio el salto al C.D. San Isidro de Níjar, club donde se produjo su debut absoluto. Permaneció en este club durante dos temporadas. En el verano de 1997 fichó por la U.D. Almería, club de su ciudad natal que en ese momento militaba en Segunda División B. Permaneció allí dos temporadas consecutivas, donde jugó con cierta regularidad y logrando 16 goles en total entre las dos temporadas, sin embargo, en la última de ambas temporadas descendió con su club natal a la Tercera División en la temporada 1998-99.
En 1999 Raúl Sánchez fue traspasado a la Real Balompédica Linense también de Tercera División. Un año más tarde, y tras lograr la permanencia en Tercera División con la Balompédica Linense, volvió a la U.D. Almería, donde permanecería otras dos temporadas más y donde lograría en la última de ambas (en la 2001/02) el ascenso a Segunda División. En esas dos temporadas, Raúl Sánchez logró marcar un total de 38 goles, los que sumados a los anteriores 16 de su anterior estancia en la U.D. Almería, lo llevan a ser el máximo goleador de la historia del conjunto Indálico. En julio de 2002 rechazó una oferta de renovación del Almería y fichó por la U.D. Salamanca, también en Segunda División.
El 31 de agosto de 2002 Raul Sánchez juega su primer partido como profesional, con la U.D. Salamanca y en Segunda División, curiosamente con victoria por 1-2 frente al recién ascendido U.D. Almería en la primera jornada liguera. No lograría marcar hasta 16 partidos más tarde, justo al comienzo de la segunda vuelta del campeonato y de nuevo frente a su exequipo, la U.D. Almería, partido que lograría ganar por 2 goles a 1.
Tras tres temporadas en la U.D. Salamanca y tras descender a Segunda División B en la última de ellas, Raúl ficha por el C.D. Castellón, regresando a Segunda División, y tras sólo una temporada y 10 goles, ficha por el C.D. Tenerife también de Segunda División, permanece allí una única temporada y ficha por el Deportivo Alavés de donde se marcha tras 2 temporadas y sólo 3 goles al Poli Ejido.
El 8 de agosto de 2009 Raúl Sánchez se incorpora al Poli Ejido en Tercera División, retirándose al final de la temporada con 33 años.

### Clubes
| Club                   | País   | Año         |
| ---------------------- | ------ | ----------- |
| C.D. Oriente (Juvenil) | España | 1994 – 1995 |
| San Isidro Níjar       | España | 1995 - 1997 |
| Almería C. F.          | España | 1997 - 1999 |
| R.B. Linense           | España | 1999 - 2000 |
| U.D. Almería           | España | 2000 - 2002 |
| U.D. Salamanca         | España | 2002 - 2005 |
| C.D. Castellón         | España | 2005 - 2006 |
| C.D. Tenerife          | España | 2006 - 2007 |
| Deportivo Alavés       | España | 2007 - 2009 |
| Poli Ejido             | España | 2009 - 2010 |